# Пауло Нунес
Пауло Нунес (порт. Paulo Nunes, нар. 30 жовтня 1971, Понталіна) — бразильський футболіст, що грав на позиції нападника.
Виступав, зокрема, за клуби «Фламенго», «Греміо» та «Палмейрас», а також національну збірну Бразилії.
Дворазовий чемпіон Бразилії. Дворазовий володар Кубка Бразилії. Дворазовий володар Кубка Лібертадорес. Переможець Рекопи Південної Америки. У складі збірної — володар Кубка Америки.

## Клубна кар'єра
Народився 30 жовтня 1971 року в місті Понталіна. Вихованець футбольної школи клубу «Фламенго». Дорослу футбольну кар'єру розпочав 1990 року в основній команді того ж клубу, в якій провів три сезони, взявши участь у 44 матчах чемпіонату. За цей час у 1990 році виграв Кубок Бразилії, Лігу Каріока 1991 і, нарешті, чемпіонат Бразилії у 1992 році.
Пауло Нунес покинув «Фламенго» в 1995 році і перейшов в «Греміо», де приєднався до іншого гравця, який також покинув «Фламенго», Маріо Жардела. Разом з ним Пауло Нунес сформував одну з найефективніших атакуючих зв'язок в історії «Греміо». Відіграв за команду з Порту-Алегрі наступні два сезони своєї ігрової кар'єри. Більшість часу, проведеного у складі «Греміо», був основним гравцем атакувальної ланки і був одним з головних бомбардирів команди, маючи середню результативність на рівні 0,39 голу за гру першості. У «Греміо» Пауло Нунес провів найкращі часи в кар'єрі, вигравши два титули Ліги Гаушу, Кубок Лібертадорес, Чемпіонат Бразилії, Рекопу Південної Америки і Кубок Бразилії; також він був найкращим бомбардиром в чемпіонаті Бразилії 1996 і Кубку Бразилії 1997 року. Його хороша форма також принесла йому місце в символічній збірній Чемпіонату від журналу «Placar» і збірній Бразилії на Кубку Америки 1997 року.
Протягом 1997—1998 років захищав кольори португальської «Бенфіки». Однак травми і конфлікти з товаришами по команді стали причиною його повернення до Бразилії. У 1998 році Пауло Нунес приєднався до «Палмейраса». В новому клубі був серед найкращих голеодорів, відзначаючись забитим голом в середньому щонайменше у кожній третій грі чемпіонату і виграв з клубом Кубок Бразилії 1998 року (третій у його кар'єрі), Кубок Меркосур, а також Кубок Лібертадорес 1999 року. Після поразки від «Манчестер Юнайтед» в матчі за Міжконтинентальний кубок Пауло Нунес покинув «Палмейрас».
2001 року Пауло Нуньєс повернувся в «Греміо» на один сезон без особливих успіхів. Після цього він грав за «Корінтіанс», «Гама», саудівський «Аль-Наср» (Ер-Ріяд). Завершив ігрову кар'єру у віці 32 років у команді «Можі-Мірім», за яку виступав протягом 2003 року, через повторну операцію на коліні (п'яту у кар'єрі)..

## Виступи за збірні
Виступав у складі юнацької збірної Бразилії, з якою поїхав на юнацький чемпіонат світу 1989 року, що пройшов у Шотландії, де його команда вилетіла у чвертьфіналі в серії пенальті від Бахрейну (1:4).
1991 року залучався до складу молодіжної збірної Бразилії. У складі цієї команди виграв Молодіжний чемпіонат Південної Америки у Венесуелі і поїхав на Молодіжний чемпіонат світу 1991 року в Португалії. Там Пауло забив по голу в матчах групового етапу проти Мексики (2:2) та Швеції (2:0) та допоміг команді дійти до фіналу, в якому його команда поступилась в серії пенальті 2:4 господарям турніру португальцям і змушена була задовольнитись срібними нагородами.
3 червня 1997 року дебютував в офіційних матчах у складі національної збірної Бразилії, коли його збірна розійшлася миром 1:1 з Францією на товариському Французькому турнірі. Друга і остання гра Пауло Нунеса за збірну відбулася 29 червня 1997 року на Кубку Америки 1997 року у Болівії проти господарів турніру. Це була фінальна гру турніру, в якій Нунес вийшов на поле на 67 хвилині замість Едмундо, а його команда обіграла суперника з рахунком 3:1 і здобула титул континентального чемпіона.

## Титули і досягнення
| - Чемпіон Бразилії (2): «Фламенго»: 1992 «Греміо»: 1996 - Володар Кубка Бразилії (2): «Греміо»: 1997 «Палмейрас»: 1998 - Переможець Ліги Каріока (1): «Фламенго»: 1991 - Переможець Ліги Гаушу (2): «Греміо»: 1995, 1996 - Переможець Ліги Пауліста (1): «Корінтіанс»: 2001 | - Чемпіон Південної Америки (U-20) (1): Бразилія (U-20): 1991 - Володар Кубка Лібертадорес (2): «Греміо»: 1995 «Палмейрас»: 1999 - Переможець Рекопи Південної Америки (1): «Греміо»: 1996 - Володар Кубка Меркосур (2): «Палмейрас»: 1998 - Володар Кубка Америки (1): Бразилія: 1997 - Срібний м'яч Бразилії: 1996 - Найкращий бомбардир чемпіонату Бразилії (16 голів): 1996 - Найкращий бомбардир Кубка Бразилії (9 голів): 1997 |